# Ліозно
Ліозно, Льозна  (біл. Лёзна, лит. Liozna, рос. Лиозно, їд. ליוסנאה, латиніз. lyozne) — міське селище на сході Вітебської області Білорусі, адміністративний центр Ліозненського району. Розташоване за 8 км від кордону зі Смоленською областю, Руднянський район. Населення — 6 631 осіб (2023).

## Прапор і герб
Прапор і герб Ліозна схвалені 23 жовтня 2002 року рішенням Ліозненського райвиконкому № 516.
Затверджені 20 січня 2006 року Указом Президента Білорусі № 36 та зареєстровані 6 лютого 2006 року у Державному геральдичному реєстрі Республіки Білорусь № Б-64 та Б-65.

## Особистості
Уродженці селища:
- Безмозгін Борис Залманович (1938—2002) — математик.
- Заборов Абрам Борисович (1911—1985) — художник.
- Рівкін Григорій Абрамович (1877—1922) — поет.
- Фукс Борис Ілліч (1897—1973) — хірург.
- Фукс Григорій Ілліч (1894—1991) — вчений в області термодинаміки.
- Марк Шагал (1887—1985) — художник-авангардист.
- Сусаніна Катерина Петрівна — бранка німців у Другій світовій війні.
- Шнеур Залман із Ляд (1745—1813) — засновник хасидського руху ХаБаД.
- Шуцька Кіма Степанівна (нар. 1927) — українська художниця тканин.

## Галерея

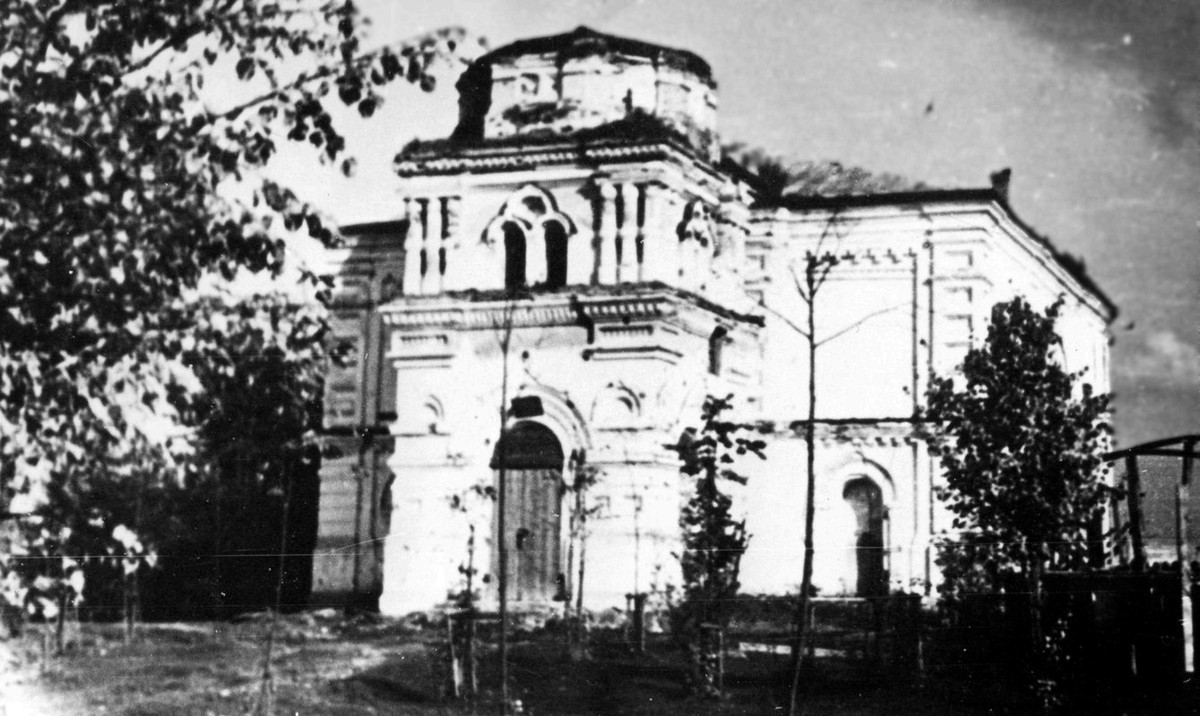
Воскресенська церква (1786), біля 1950 року, перебудована у XIX ст.; знесена в 1961
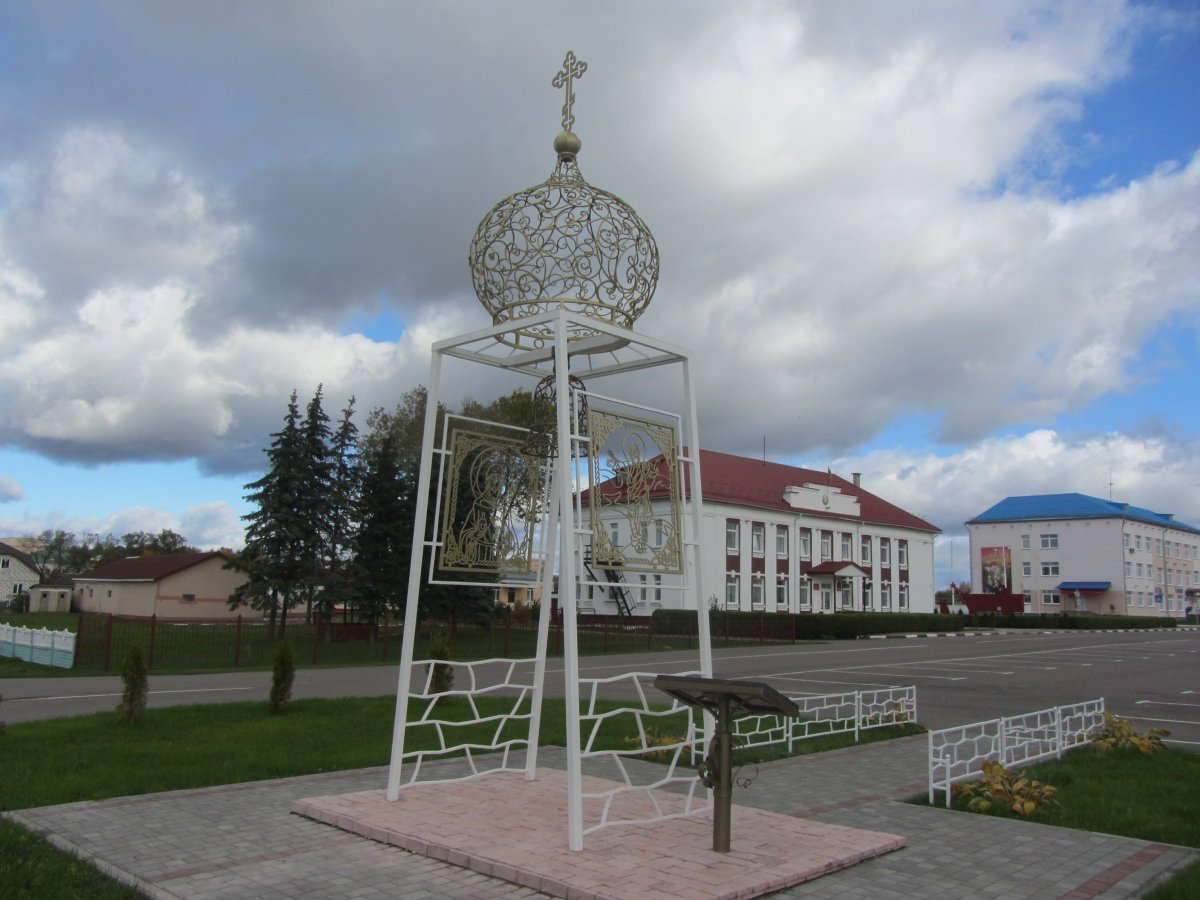
Пам'ятний знак на місці церкви — знаходилася перед кінотеатром «Світанок», на місці сквера з фонтаном
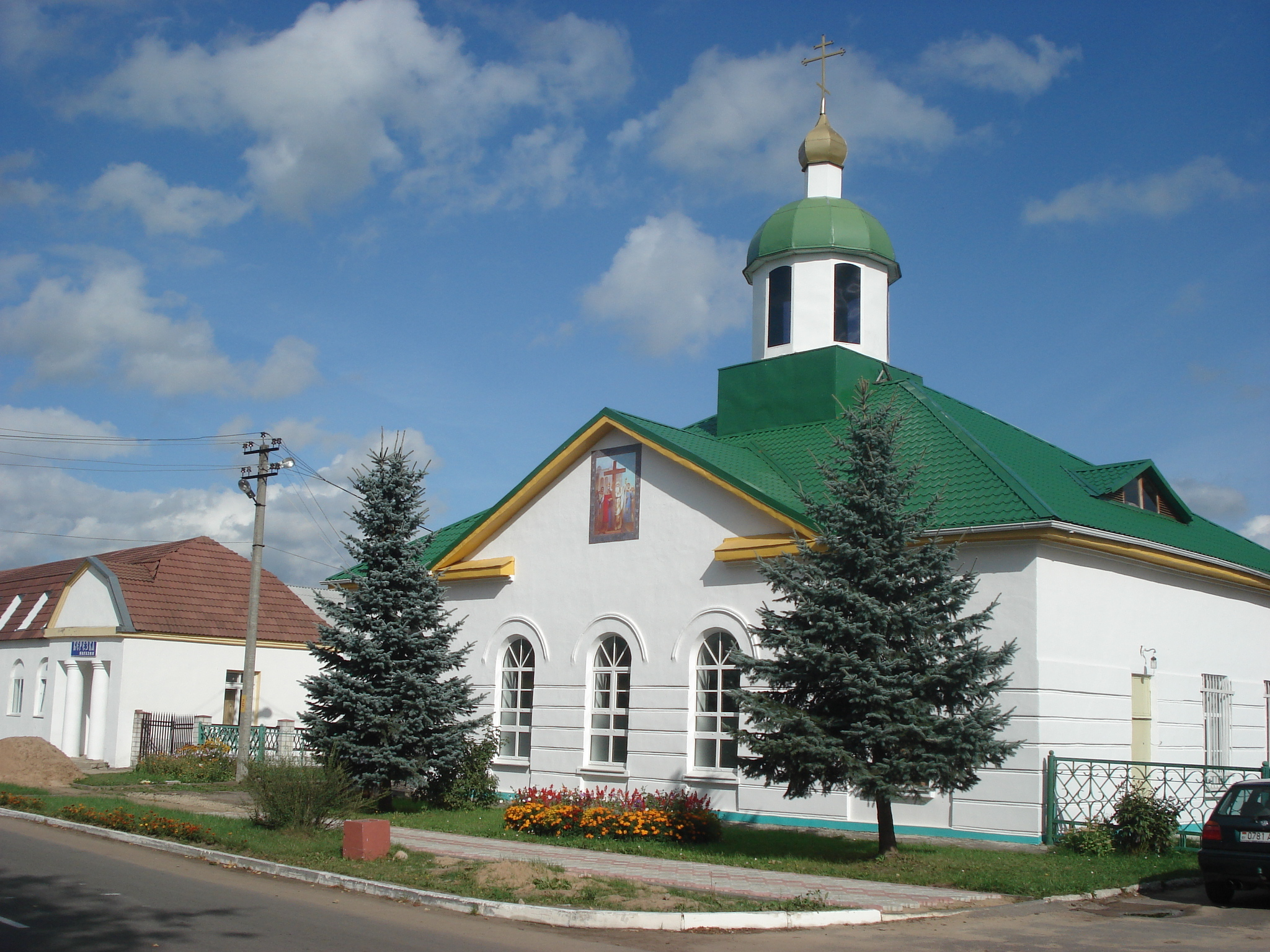
Церква
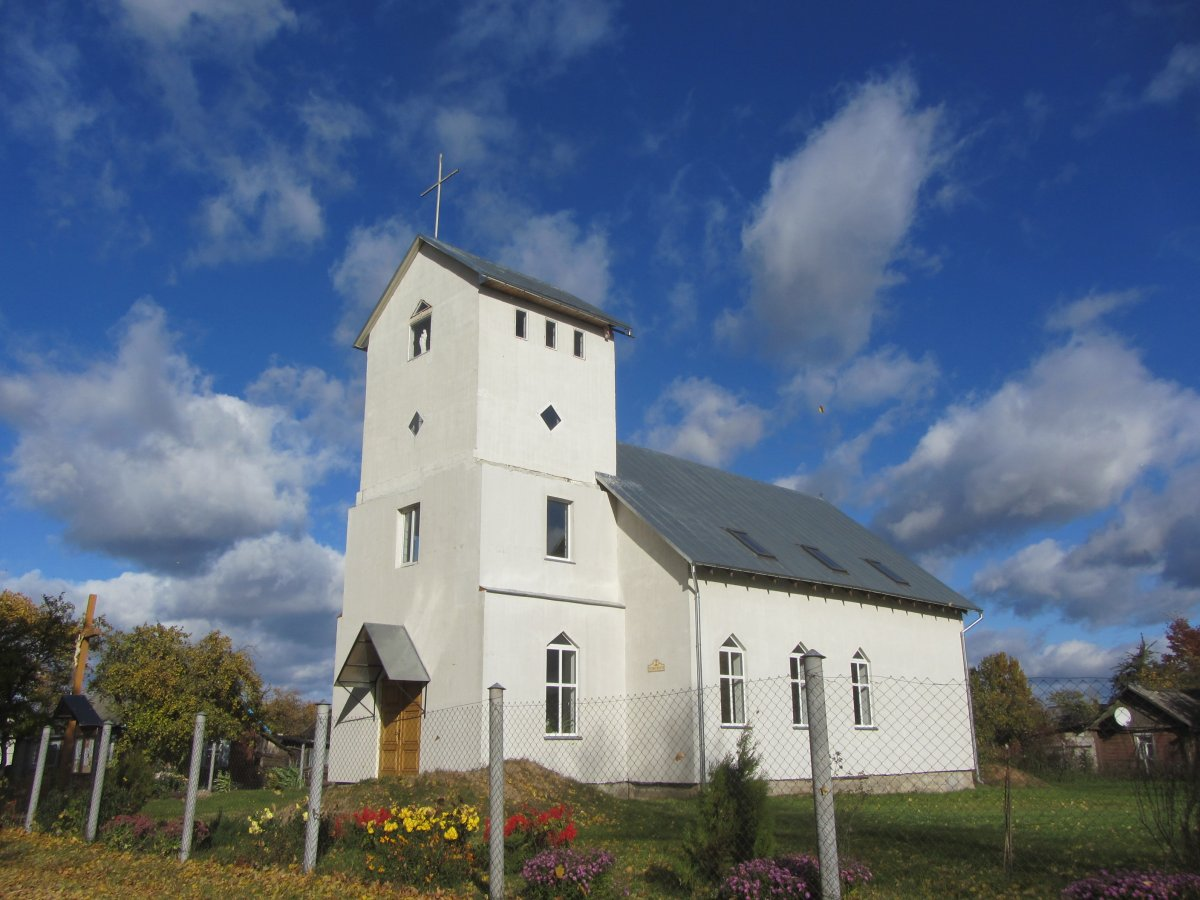
Костел Святого Отця Піо[be]
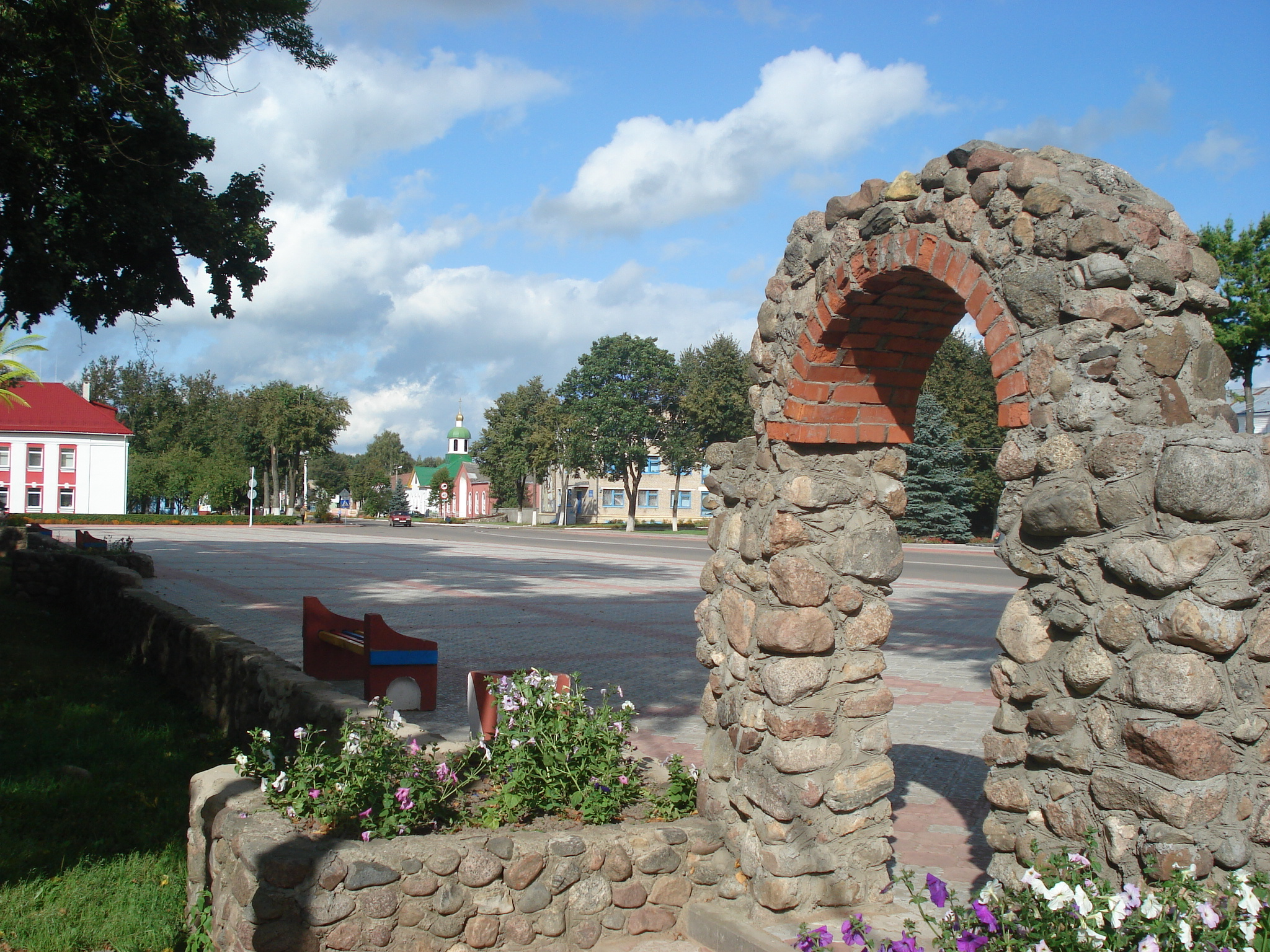
Центральна площа
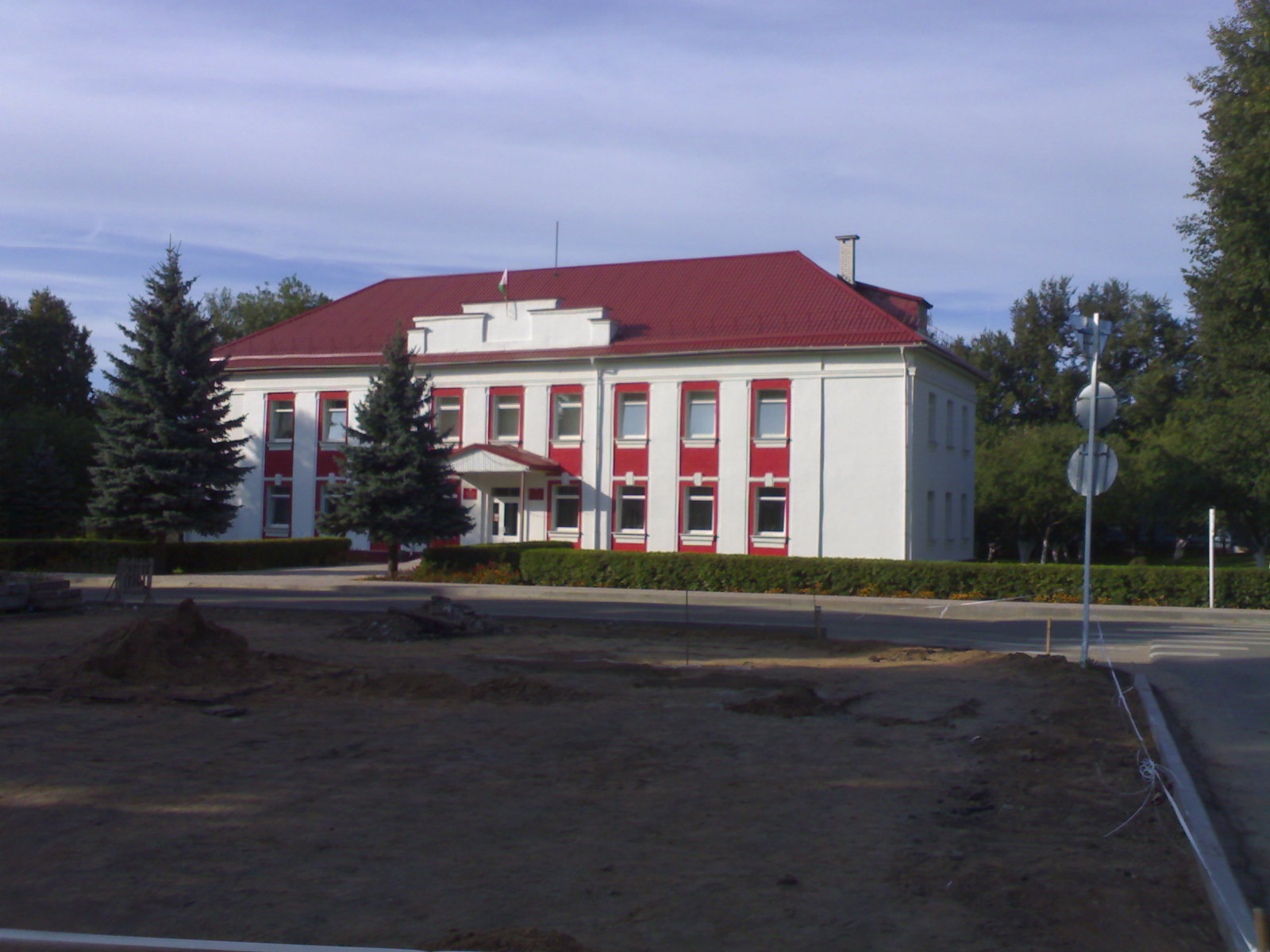
Селищна рада
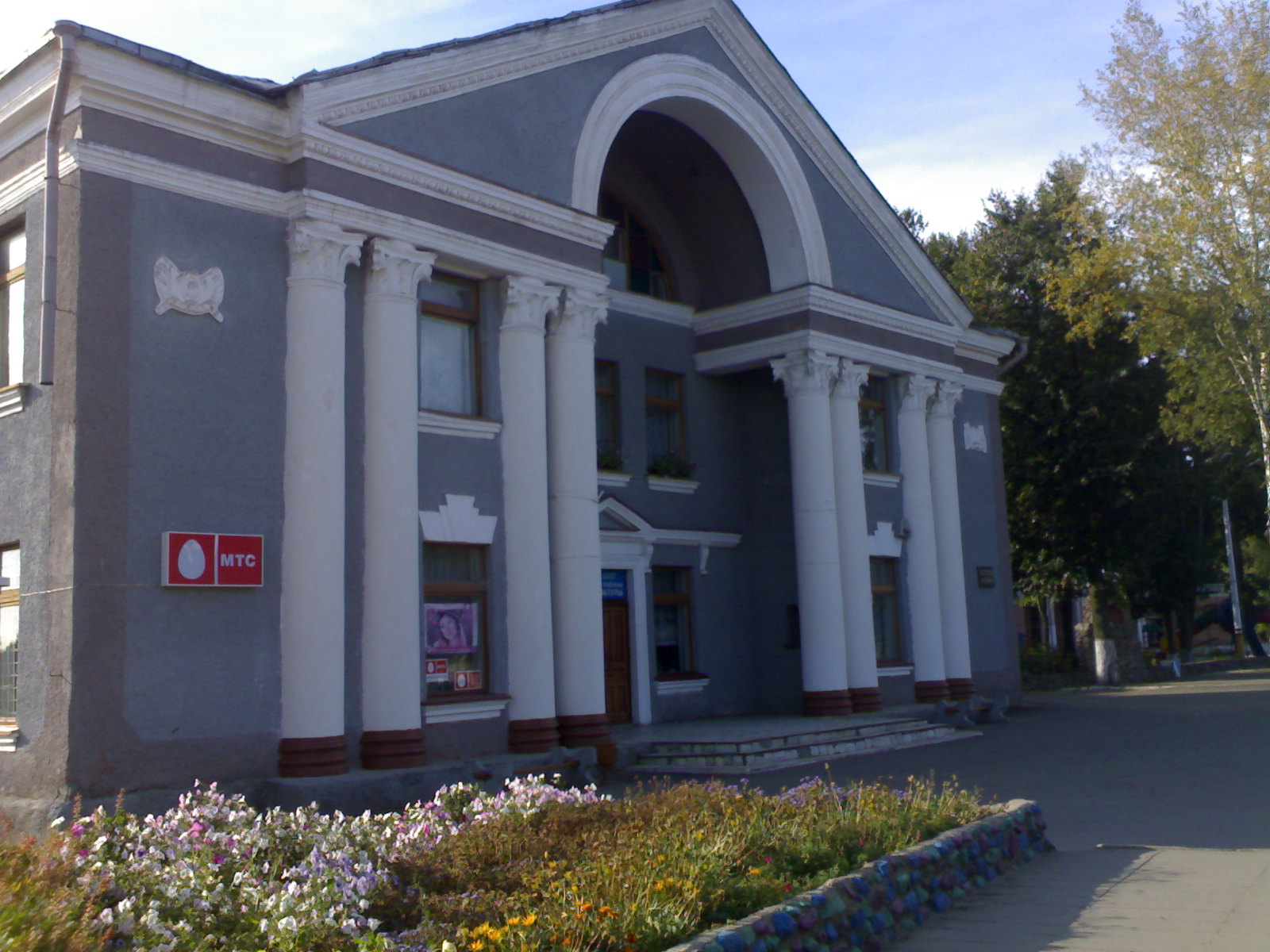
Районний будинок культури, знаходиться на місці садиби Шагалів ХІХ ст.
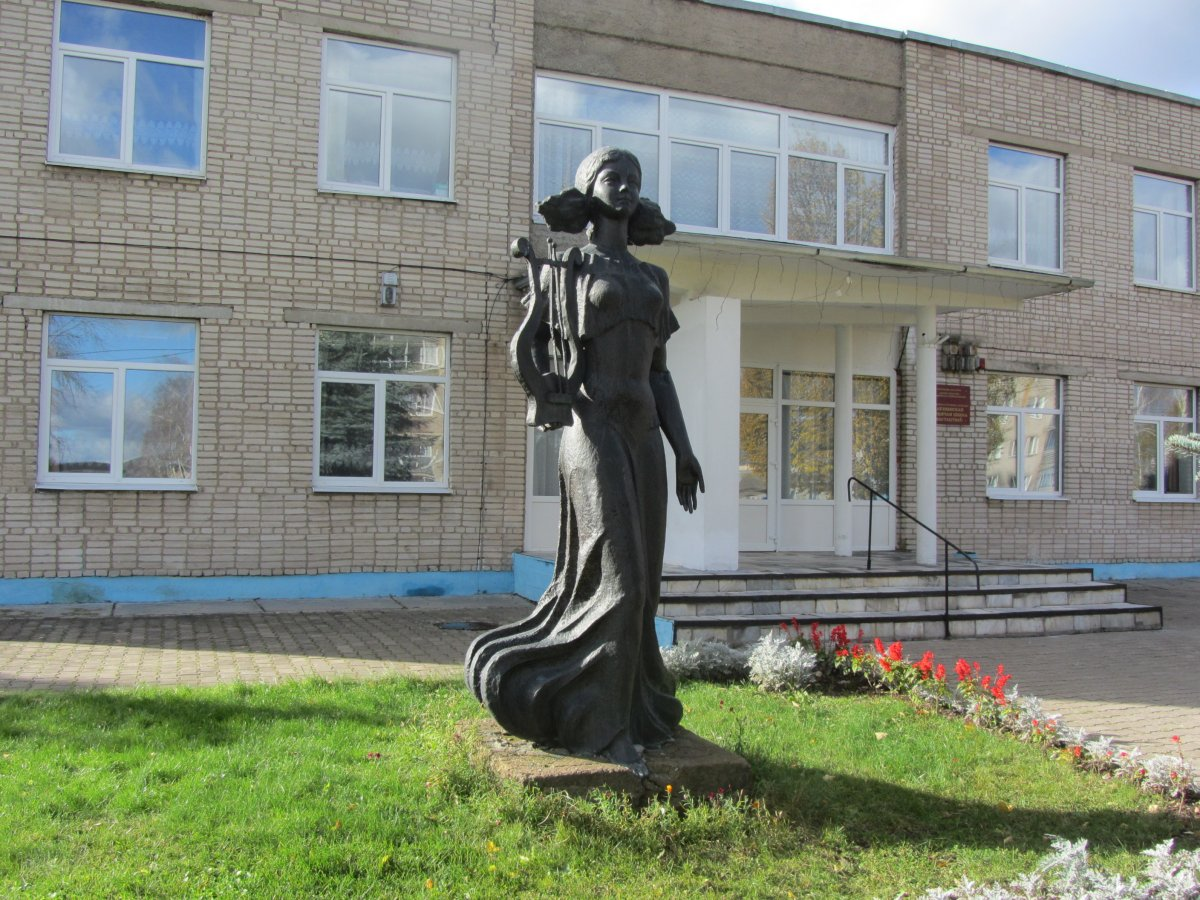
Скульптура
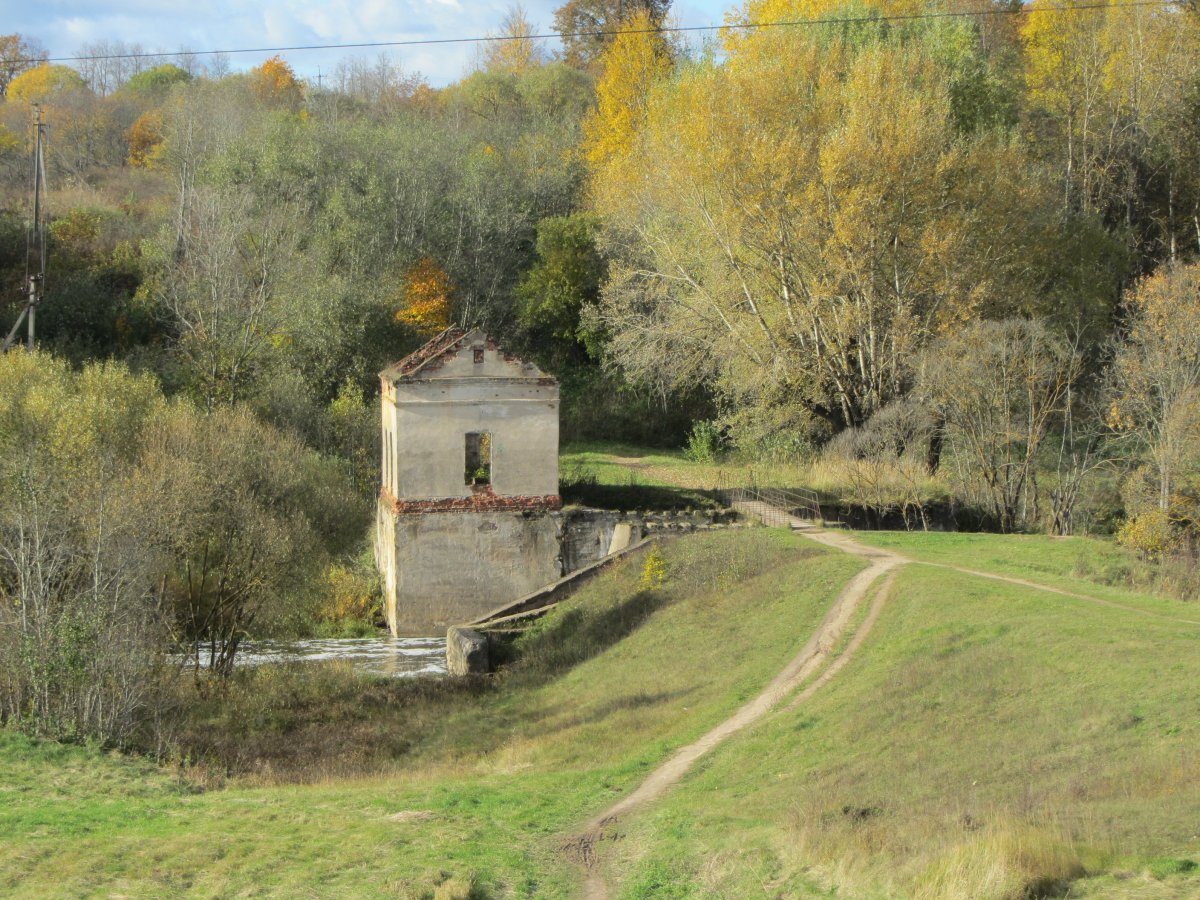
Водяний млин на Мошні[be]
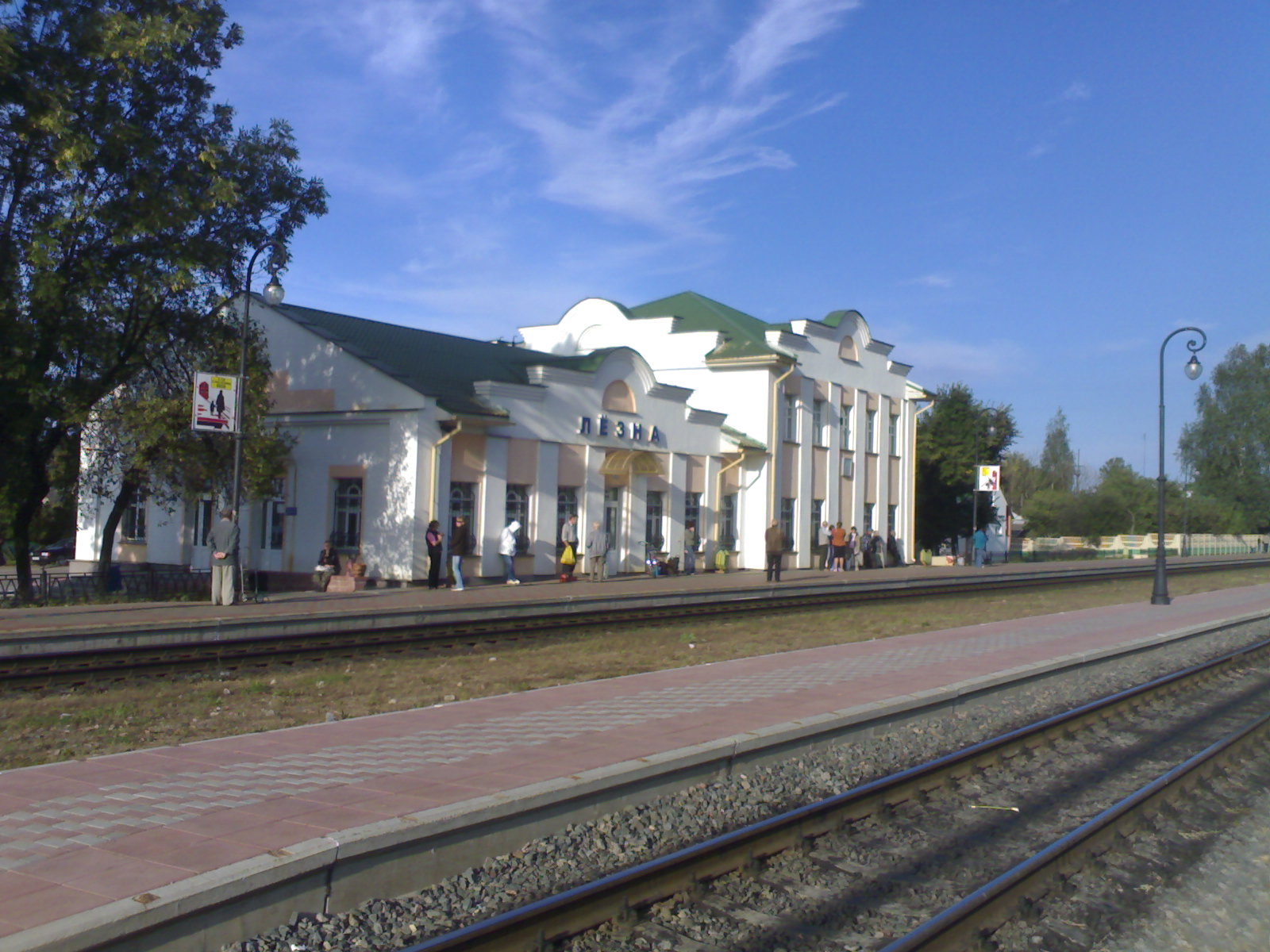
Вокзал станції Ліозна (біл. Лёзна)